# Pseudapocryptes elongatus
Pseudapocryptes elongatus es una especie de peces de la familia de los Gobiidae en el orden de los Perciformes.

## Morfología
Los machos pueden llegar a alcanzar los 20 cm de longitud total.

## Hábitat
Es un pez de clima tropical (23 °C-28 °C).

## Distribución geográfica
Se encuentra desde la India hasta Tahití y China, incluyendo el delta del Mekong.

## Observaciones
Es inofensivo para los humanos. 